# Štajerska narečna skupina
,Štajerska narečna skupina ( štajerščina) je skupina tesno povezanih in sorodnih narečij slovenskega jezika, ki se govorijo v osrednjih in zahodnih delih slovenske Štajerske, v Mariboru in okolici, na južnem Pohorju, v spodnji in zgornji Savinjski dolini, v Celju, Velenju in okolici, na Kozjanskem in Bizeljskem. Na vzhodu se štajerska narečna skupina razprostira do Slovenskih goric in spodnjega toka reke Drave, kjer postopoma prehaja v panonsko narečno skupino. Na jugozahodu Štajerske, ob spodnji Savi, začne štajerska narečna skupina prehajati v dolenjska narečja.

## Posamezna narečja in podnarečja
- zahodnoštajersko narečje (zahodna štajerščina[3])
- zgornjesavinjsko narečje (zgornja savinjščina[2])
  - solčavski govor
- srednještajersko narečje (osrednja štajerščina[2])
- južnopohorsko narečje (štajerska pohorščina[4])
  - kozjaški govor
- kozjansko-bizeljsko narečje
- posavsko narečje (posavščina[5])
  - zagorsko-trboveljski govor  (zasavski govor ali zasavsko podnarečje)
  - laški govor (laško podnarečje)
  - sevniško-krški govor (sevniško-krško podnarečje)